# Azoture de fluor
L'azoture de fluor ou fluorure de triazadiényle est un gaz jaune vert composé d'azote et de fluor de formule brute FN3 qui a été synthétisé pour la première fois par John F. Haller en 1942. Il est considéré comme un interhalogène, comme l'ion azoture est considéré comme un pseudohalogénure. De ce point de vue, il est homologue avec ClN3, BrN3, IN3. La liaison entre l'atome de fluor et celui d'azote est très faible ce qui fait que ce composé est très instable et est susceptible d'exploser.

## Structure
Les atomes d'azote dans cette molécule peuvent être marqués avec des lettres grecques: Nα pour l'azote lié à l'atome de fluor, Nβ pour l'azote intermédiaire, et Nγ pour l'azote terminal. L'azote terminal peut aussi être marqué Nω.
Les distances entre les atomes sont F-N 144,4 pm, FN-NN 125,3 pm et FNN-N 113,2 pm. Des calculs de chimie numérique donne un angle F-N=N autour de 102° tandis que les trois atomes d'azote restent alignés.

## Synthèse et propriété
L'azoture de fluor peut être obtenu par réaction de l'acide azothydrique sur du gaz fluor, F2. De la même façon, il se forme par réaction entre l'azoture de sodium et le fluor.
L'azoture de fluor se décompose sans explosion à température ambiante (CNTP) en difluorure de diazote et diazote:
2 FN3 → F2N2 + 2 N2
À des températures plus élevées telles que 1 000 °C, l'azoture de fluor se décompose en radicaux monofluorure d'azote (en) :
FN3 → FN{a1Δ} + N2
L'azoture de fluor solide ou liquide est susceptible d'exploser en libérant beaucoup de chaleur. Un film mince brûle à une vitesse de 1,6 km/s. En raison de ce risque élevé d'explosion, il est recommandé de ne manipuler que de très petites quantités à la fois. Ainsi, 20 mg (0,02 g) est la limite définie pour chaque expérience.

### Spectroscopie
en spectrométrie micro-onde :
| paramètre | valeur    | unité |
| A         | 48131.448 | MHz   |
| B         | 5713.266  | MHz   |
| C         | 5095.276  | MHz   |
| μa        | 1.1       |       |
| μb        | 0.7       |       |

Le spectre photoélectronique ultraviolet de FN3 montre des pics d'ionisation à 11.01, 13,72, 15,6, 15,9, 16,67, 18,2 et 19,7 eV. Ceux-ci sont respectivement affectés aux orbitales moléculaires: π, nN ou nF, nF, πF, nN ou σ, π et σ.

## Réaction
Le N3F peut former des adduits avec des acides de Lewis comme le trifluorure de bore (BF3) ou le pentafluorure d'arsenic (AsF5) à −196 °C (azote liquide). Dans ces molécules, la liaison se fait sur l'atome Nα.
Le N3F s'adsorbe sur une surface de fluorure de potassium, mais pas sur le fluorure de lithium ou sur le fluorure de sodium. Cette propriété a été objet d'une étude approfondie pour déterminer si N3F pouvait augmenter l'énergie des propergols solides.